# Espen Ruud
Espen Ruud (ur. 26 lutego 1984 w Porsgrunn) – norweski piłkarz występujący na pozycji obrońcy. Od 2015 jest zawodnikiem klubu Odds BK.

## Kariera klubowa
Ruud zawodową karierę rozpoczynał w 2003 roku w klubie Odds BK, grającym w Tippeligaen. W tych rozgrywkach zadebiutował 21 września 2003 w wygranym 3:0 meczu z Aalesunds FK. 23 października 2005 w zremisowanym 2:2 spotkaniu z SK Brann strzelił pierwszego gola w trakcie gry w Tippeligaen. W 2007 roku spadł z zespołem do 1. divisjon.
W 2008 roku Ruud przeszedł do duńskiego Odense BK. W Superligaen pierwszy mecz zaliczył 6 sierpnia 2008 przeciwko FC Nordsjælland (3:1). 8 listopada 2008 w wygranym 2:1 pojedynku z Esbjerg fB zdobył pierwszą bramkę w Superligaen. W 2009 roku wywalczył z klubem wicemistrzostwo Danii.
W 2015 roku został zawodnikiem Odds BK.

## Kariera reprezentacyjna
W reprezentacji Norwegii Ruud zadebiutował 14 listopada 2009 w wygranym 1:0 towarzyskim meczu ze Szwecją.